# Plaustrum
Plaustrum, rodzaj wozu używanego w okresie Republiki Rzymskiej i Cesarstwa rzymskiego. Konstrukcja składała się z płyty drewnianej umieszczonej na osiach kół. Pełne koła obracały się razem z osiami. Była to jedna z najprostszych konstrukcji, używana najczęściej do prac polowych, czasami do transportu ciężkiego w miastach. W czasach późniejszych na bazie plaustrum zbudowany został pilentum używany jako wóz w trakcie obrzędów religijnych.